# Шамрай Євген Федорович
Шамрай Євген Федорович (14.07.1911–04.07.1980) — доктор біологічних наук, професор, заслужений діяч науки УРСР.

## Життєпис
Народився 14 липня 1911 року в с. Велика Новоселиця Полонського району Хмельницької області в багатодітній хліборобській сім'ї.
Освіту здобував спочатку в сільській церковно-приходській школі, потім у Полонській семирічній школі N 1 (10 км від села), а далі — в Полонському агрономічному технікумі, який відмінно закінчив в 1930 році.
Свій трудовий шлях Євген Федорович розпочав у 1925 р. (в 14 років) робітником бронеслесарної майстерні Новоселицького цукрового заводу, де він у 1930 році працює агрономом.
У 1933 році Є. Ф. Шамрай вступає на біологічний факультет до Київського університету ім. Т. Г. Шевченка, який закінчує у 1938 р. і стає асистентом кафедри біохімії першого Київського медичного інституту. У 1939 році він був призваний до лав Радянської Армії, де працював лаборантом 339 медсанбату (м. Канів, Київської області).
З початку Другої світової війни Є. Ф. Шамрай воював під Києвом, попав у полон (1941 рік, табір військовополонених у м. Кременчук Полтавської області). Тікає з табору, потрапляє до партизан. У партизанському загоні п. Тетерево він був комісаром, секретарем парткому Бородянського райкому партії. Після його звільнення Євгена Федоровича запросили на роботу другим секретарем партійного осередку у Броварах (1943—1944 рр.), потім головою Баришівського райвиконкому (1944—1945 рр.).
У 1945 році йде працювати на кафедру біохімії медичного інституту, якою керував проф. С. І. Винокуров.

## Наукова діяльність
Перші його наукові праці побачили світ у 1939 році в «Біохімічному журналі». У 1946 році, обіймаючи посаду асистента на кафедрі КМІ, Євген Федорович Шамрай захищає кандидатську дисертацію, над якою почав працювати ще до війни «Физические и химические факторы стабилизации аскорбиновой кислоты в растворах».
Із 1947 до 1953 року Є. Ф. Шамрай їде в Західну Україну у Станіславський (Івано-Франківський) медичний інститут. З 1 серпня 1948 року був призначений завідувачем кафедри біохімії Станіславського медичного інституту.
Проведення низки наукових досліджень з аскорбінової, галової кислот, вивченню ролі поліфенолів рослин — все це наштовхнуло Є. Ф. Шамрая на створення нового препарату. Це стало базовим завданням і темою докторської дисертації Є. Ф. Шамрая, метою якої було виявлення форм існування аскорбінової кислоти в рослинних і тваринних тканинах, вивчення хімічної взаємодії аскорбінової кислоти з поліфенолами рослин. Як звіт його роботи у 1949 р. виходить збірник наукових праць Станіславського медінституту «Препарат галаскорбин, его химические и биологические свойства», а в 1952 році Є. Ф. Шамрай захищає докторську дисертацію на тему: «Химическое взаимодействие и биологическая взаимосвязь аскорбиновой кислоты и некоторых полифенолов».
Євген Федорович широко використовував у своїх дослідженнях один із поліфенолів рослин — галову кислоту, бо вона зустрічається майже у всіх рослинах разом із вітаміном С у зв'язаному стані. Не тільки теоретично, а й на практиці підтверджуються чудові результати аскорбіногалового препарату: рани заживлялися без рубців.
Повернувшись до Києва, Є. Ф. Шамрай у 1953—1954 роках працює на кафедрі біохімії Київського медінституту доцентом, а в 1954 році проходить за конкурсом на посаду професора й обирається завідувачем цієї кафедри (1954—1976 р.), а згодом за сумісництвом — деканом лікувального факультету (1954—1957).
У 1956—1957 роках Є. Ф. Шамрай виконував обов'язки ректора Київського медичного інституту. Наукова діяльність докт. біол. наук, професора Є. Ф. Шамрая була присвячена вивченню механізмів біологічної дії поліфенолів рослин, вітамінів С і Р, обґрунтуванню клінічного застосування вітамінів, а також створенню та впровадженню нових вітамінних препаратів. Винайдений ним галаскорбін випускається хіміко-фармацевтичною промисловістю країни, широко використовується в медичній практиці, при опіках, в комплексній терапії, в оперативній і променевій терапії. Його використовують і за кордоном (Франція, США, Японія).
Під керівництвом професора Є. Ф. Шамрая виконано 12 докторських та 65 кандидатських дисертацій. Ним опубліковано понад 140 наукових робіт.
Велику увагу проф. Є. Ф. Шамрай приділяв навчальному процесу, наближенню його до вимог медичної практики.
У 1968 році Є. Ф. Шамрай досліджує тканинне дихання й окисне фосфорилювання у присутності аскорбінової кислоти і поліфенолів вівса. Експериментально було доведено, що галаскорбін на фоні різних патологій, зокрема у тварин з експериментальним алоксановимдіабетом, нормалізує процеси тканинного дихання і окисного фосфорилювання.
У 1974 році Є. Ф. Шамрай співпрацює з Інститутом фізичної хімії ім. Л. В. Писаржевського Академії наук УРСР.
Є. Ф. Шамрай брав участь у Міжнародному симпозіумі, присвяченому загоюванню ран (Париж, Франція, 1964 р.), у Всесоюзних симпозіумах: з тіаміну (Мінськ, 1966), із серцево-судинних захворювань (Львів, 1966), з поліфенольних сполук (Москва, 1966) та ін.
Помер 4 липня 1980 року.

## Відзнаки
За заслуги в розвитку медичної науки професору Є. Ф. Шамраю було присвоєно звання «Заслужений діяч науки УРСР».

## Праці
К проблеме взаимодействия витаминов С и Р. Галаскорбин, его химическое, биологическое и терапевтическое свойства. — Киев, 1962.
Клиническая биохимия/ Е. Ф. Шамрай, А. Е. Пащенко. — Москва, 1996. — 216 с.
О биологической активности полифенолов растений/ Е. Ф. Шамрай, Б. Л. Медовар// Вопросы питания. — 1967. — № 4. — С. 8-12.
Практикум з біологічної хімії. — Київ, 1967.
Применение галаскорбина при лечении больных туберкулезом легких/ Е. Ф. Шамрай, Е. И. Блихар. — Киев-Тернополь, 1970. — 14 с.
Проблема профилактики и лечения ожирения. — Киев, 1970. — 107 с.
Рекомендации для летного состава гражданской авиации по режиму питания. — Киев, 1970. 0 40 с.